# 小行星2584
小行星2584（2584 Turkmenia）是一颗围绕太阳公转的小行星。1979年3月23日，尼古拉·切爾尼赫在克里米亚发现了此天体。
該小行星以中亞國家土庫曼命名。
这颗小行星的绝对星等为238.391108881669等。